# Open 13 1999
L'Open 13 1999 è stato un torneo di tennis giocato sul cemento indoor.
È stata la 7ª edizione dell'Open 13,che fa parte della categoria International Series nell'ambito dell'ATP Tour 1999.
Si è giocato al Palais des Sports di Marsiglia in Francia, dal 1º febbraio 8 febbraio 1999.

## Campioni

### Singolare
Fabrice Santoro ha battuto in finale  Arnaud Clément con il punteggio di 6–3, 4–6, 6–4.

### Doppio
Maks Mirny /  Andrej Ol'chovskij hanno battuto in finale  David Adams /  Pavel Vízner con il punteggio di 7–5, 7–6(7).